# تشارلز دوك (مدرب كرة سلة)
تشارلز دوك (بالإنجليزية: Charles Doak)‏ هو مدرب كرة سلة أمريكي، ولد في 7 أكتوبر 1884 في مقاطعة غيلفورد في الولايات المتحدة، وتوفي في 21 أبريل 1956.

## وصلات خارجية
- تشارلز دوك على موقعبيزبول رفرنس.كوم (الدوري الثانوي) (الإنجليزية)